# Hidakasanmyaku-Erimo-Tokachi nationalpark
Hidakasanmyaku-Erimo-Tokachi nationalpark är en nationalpark på Japans nordligaste ö, Hokkaido. Det är Japans 35:e nationalpark.
Parken har sitt ursprung i Erimo prefekturpark som inrättades 1950. År 1981 bildades den statligt utsedda parken Hidakasanmyaku-Erimo med en yta på 1 034 km². År 2024 ombildades parken till en nationalpark samtidigt som det skyddade området mer än fördubblades.
Det är den största nationalparken i Japan och sträcker sig cirka 140 km från norr till söder längs en bergskedja. Den sträcker sig från Hidakabergen, som omfattar glaciala landformer, alpin flora och Japans största orörda avrinningsområde, genom skogsområden vid foten av bergen och ansluter sedan till kustområden med branta havsklippor och marina terrasser. Även udden Erimo-misaki ingår i nationalparken.

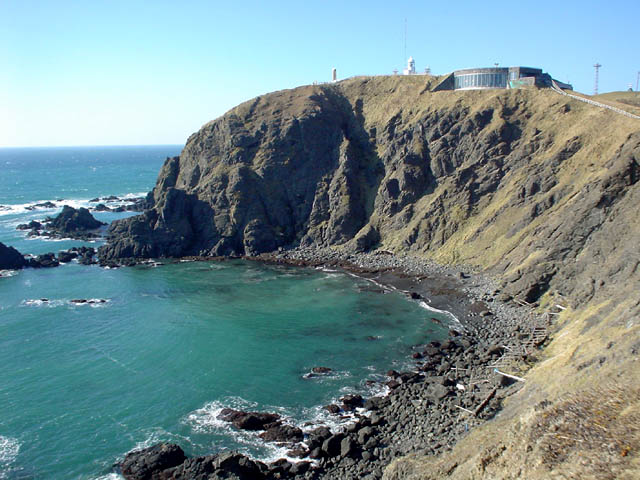
Udden Erimo-misaki